# Matoller de Victorin
El matoller de Victorin (Cryptillas victorini) és un ocell de la família dels macrosfènids (Macrosphenidae) i única espècie del gènere Cryptillas (Sundevall, 1860).

## Hàbitat i distribució
Habita matolls a les muntanyes del sud de la província del Cap, a Sud-àfrica.